# Madeleine Soulat
 (juillet 2020).
Si vous disposez d'ouvrages ou d'articles de référence ou si vous connaissez des sites web de qualité traitant du thème abordé ici, merci de compléter l'article en donnant les références utiles à sa vérifiabilité et en les liant à la section « Notes et références ».
Madeleine Jeanne Marie Soulat, née le 16 novembre 1909 à Châteauroux (Indre) et décédée le 3 janvier 1974 à Oberhausbergen (Bas-Rhin), est une peintre, illustratrice et autrice de contes merveilleux française.

## Biographie
Fille de Charles Eugène Alexandre Soulat (1880-1960) et d’Anna Jeanne Durand (1887-1966), Madeleine Soulat se marie le 7 avril 1945 avec le peintre et sculpteur français Raoul Roger Ballet.

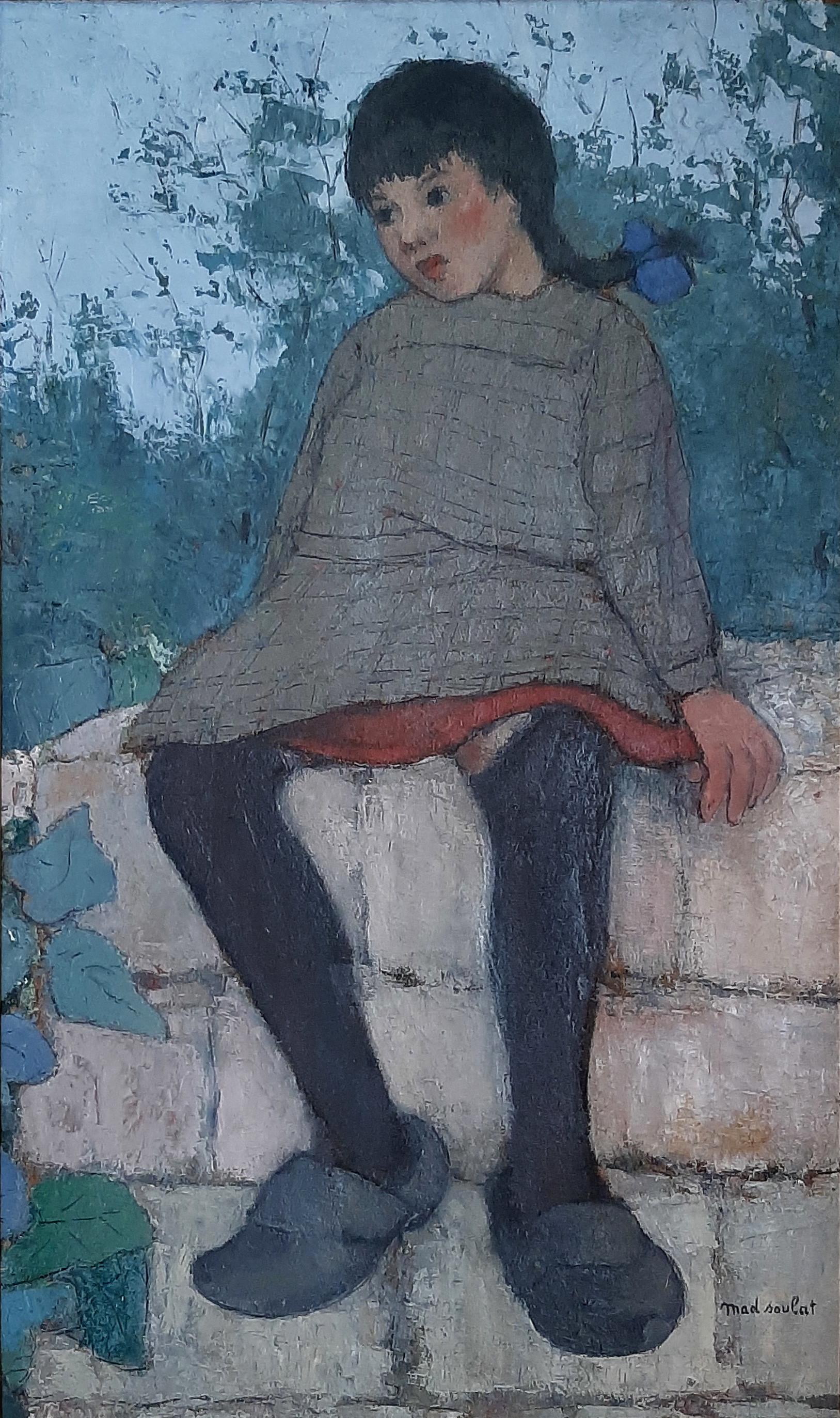
Madeleine Soulat, La petite Marie, 1933, huile sur toile,, collection particulière.

Madeleine Soulat commence son parcours artistique à l’École nationale supérieure des beaux-arts de Paris, de 1931 à 1935, où elle suit les ateliers peinture des professeurs René-Xavier Prinet (1861-1946) et Fernand Sabatté (1874-1940). Elle obtient le prix de la Fondation Duffer durant l’année scolaire 1933-1934, ainsi que la mention « Travaux d’atelier » le 2 juillet 1934. Madeleine Soulat participe au Salon de 1935 dans le cadre de l’« Exposition annuelle des Beaux-arts » au Grand Palais des Champs-Élysées. Elle y expose son œuvre La Petite Marie, une huile sur toile représentant une berrichonne dans la campagne française des années 1930. Sociétaire de la Société des artistes français de 1935 à 1947, elle obtient le Prix Théodore Ralli, « décerné par le Comité de Peinture à un exposant peintre, âgé de moins de trente ans, n’ayant pas encore reçu de récompense au Salon et dont le tableau sera intéressant par sa disposition et par son dessin ».
En 1941, Madeleine Soulat expose vingt-cinq toiles au Foyer du Théâtre Municipal de Châteauroux. Ces œuvres représentent « des sites de La Châtre, du Magny, des prés émaillés derrière des granges, des vendangeurs dans leurs vignes, la campagne solitaire à l’heure chaude de midi », écrit Elisabeth d’Ennetières qui ajoute : « On constate avec joie que les toiles dues au Berry ne sont pas moins vives de couleurs que les tableaux que notre compatriote a peints en Provence, non loin de Nice et de Vence. » L’écrivain et peintre belge Jean de Boschère (1878-1953), séduit par le Berry et résident à La Châtre, dresse à cette même occasion un portrait élogieux de Madeleine Soulat :
« Les toiles du Berry et de la Provence qu’a peintes avec amour et candeur Madeleine Soulat sont toutes proches de certaines pages des poètes d’ici qui ont chanté la nature avec une naïveté sublime. Et son originalité, le caractère le plus original de sa peinture, est la discrétion, non pas la timidité, mais la mesure et l’émotion contenue avec lesquelles sont dessinés les paysages et les natures mortes qu’elle voit en poète. […] Ce peintre a-t-il exprimé avec plus d’émotion le Berry, à la fois mélancolique et doucement radieux ? Les toiles les plus anciennes, La Petite Marie, Jour de Pluie, et même Environs de La Châtre appartiennent à l’humeur mélancolique. Parmi celles-ci, on admirera comme nous Octobre en Berry, qui est une traduction de la poésie des paysages tellement émouvante que l’on y goûte un peu de cette ardeur de peintre à laquelle nous devons de trouver cette toile si parfaite, si haute et si grave, à cette délicieuse exposition. »
Description élogieuse que l’on retrouve sous la plume de l’écrivaine Hélène Schutzenberger (1867-1954), lors d’une exposition (galerie Kochli) composée de tableau de Madeleine Soulat représentant des berrichonnes, des donjons (Château-Raoul) et des paysages de La Châtre et de Sarzay : « Ma grande joie est de la voir s’intéresser aux "P’tits Brioleux de la Vallée Noire". Les mignonnes images qu’elle en donne, à la gouache, de quelles fines touches elle les croque, dansant la sabotée, la bourrée, carriolés dans une charrette en route pour le marché en gardant leurs brebis à l’ombre d’un pommier. Il y a là de quoi séduire touristes et gens de notre province. […] Images berrichonnes de Madeleine Soulat, Petits Brioleux danseurs et chanteurs, Musée de la Châtre, voici depuis deux ans les signes d’un réveil de notre Bas-Berry. Faut-il employer ici, le mot de folklore qui semble bien savant et bien sec à beaucoup de personnes ? »
Dès le début des années 1940, Madeleine Soulat illustre des contes merveilleux et écrit ses propres nouvelles dans le journal Benjamin. Elle écrit et illustre notamment Les Aventures de Pimprenet (1945), édité par René Touret (La Châtre).
Dans les années 1950 et 1960, elle participe à la conception et réalisation (peinture) de soldats de plomb de la marque CBG Mignot.
L'un de ses tableaux, intitulé Une Berrichonne (1938), a été reproduit pour l'exposition « Le musée sort de ses réserves », organisée en 2018 par le Musée George Sand et de la Vallée Noire. Cette huile sur toile appartient aux collections de ce même musée.

## Publications
Ouvrages écrits et illustrés par Madeleine Soulat
- Les Aventures de Pimprenet, La Châtre, René Touret, 1945.

Nouvelles écrites et illustrées par Madeleine Soulat
- « L’Homme au petit sabot. Conte pour le jour des rois », Benjamin, n° 72, 1er janvier 1942.
- « Comment petite fourmi perdit la vie », Benjamin, n° 74, 15 janvier 1942.
- « Comment passer le temps », Benjamin, n° 75, 22 janvier 1942.
- « Eh bien ! Dansez maintenant. Vieux lézard m’a tout raconté », Benjamin, n° 81, 5 mars 1942.
- « Il était une fois… », Benjamin, n° 84, 26 mars 1942.
- « Coquelicot », Benjamin, n° 93, 11 juin 1942.
- « C’était un petit cheval », Benjamin, n° 99, 9 juillet 1942.

Ouvrages illustrés par Madeleine Soulat
- Hans Christian Andersen, Le Vilain petit canard, illustrations de Madeleine Soulat, Paris, Delagrave, 1945 ; 1956 (série couleurs).
- Marie-Catherine d'Aulnoy, La Princesse Rosette, illustrations de Madeleine Soulat, Paris, Delagrave, 1953 ; 1956 (série couleurs).
- Alexandre Dumas, Histoire d’un casse-noisette, illustrations de Madeleine Soulat, Paris, éditions de l’amitié - G.-T. Rageot, 1947.
- Jacob et Wilhelm Grimm, Neige-Blanche et Rose-Rouge, illustrations de Madeleine Soulat, La Châtre, René Touret, 1945.
- Washington Irving, La Vallée du sommeil, illustrations de Madeleine Soulat, Paris Delagrave, 1956 ; 1958 (réédition).
- Jeanne-Marie Leprince de Beaumont, La Belle et la Bête, illustrations de Madeleine Soulat, Paris, Delagrave, 1949 ; 1958 (série couleurs).
- Beverley Nichols, Le Magasin sous le saule, couverture de Madeleine Soulat, Paris, éditions de l’amitié - G.-T. Rageot, 1947.
- Charles Perrault, Riquet à la houppe & Les fées, illustrations de Madeleine Soulat, Paris, Delagrave, 1950 ; 1957 (série couleurs).
- Hélène Schutzenberger, Andice et Guillot, illustrations de Madeleine Soulat, Paris, éditions de l’amitié - G.-T. Rageot, 1947.